# Valère Ollivier

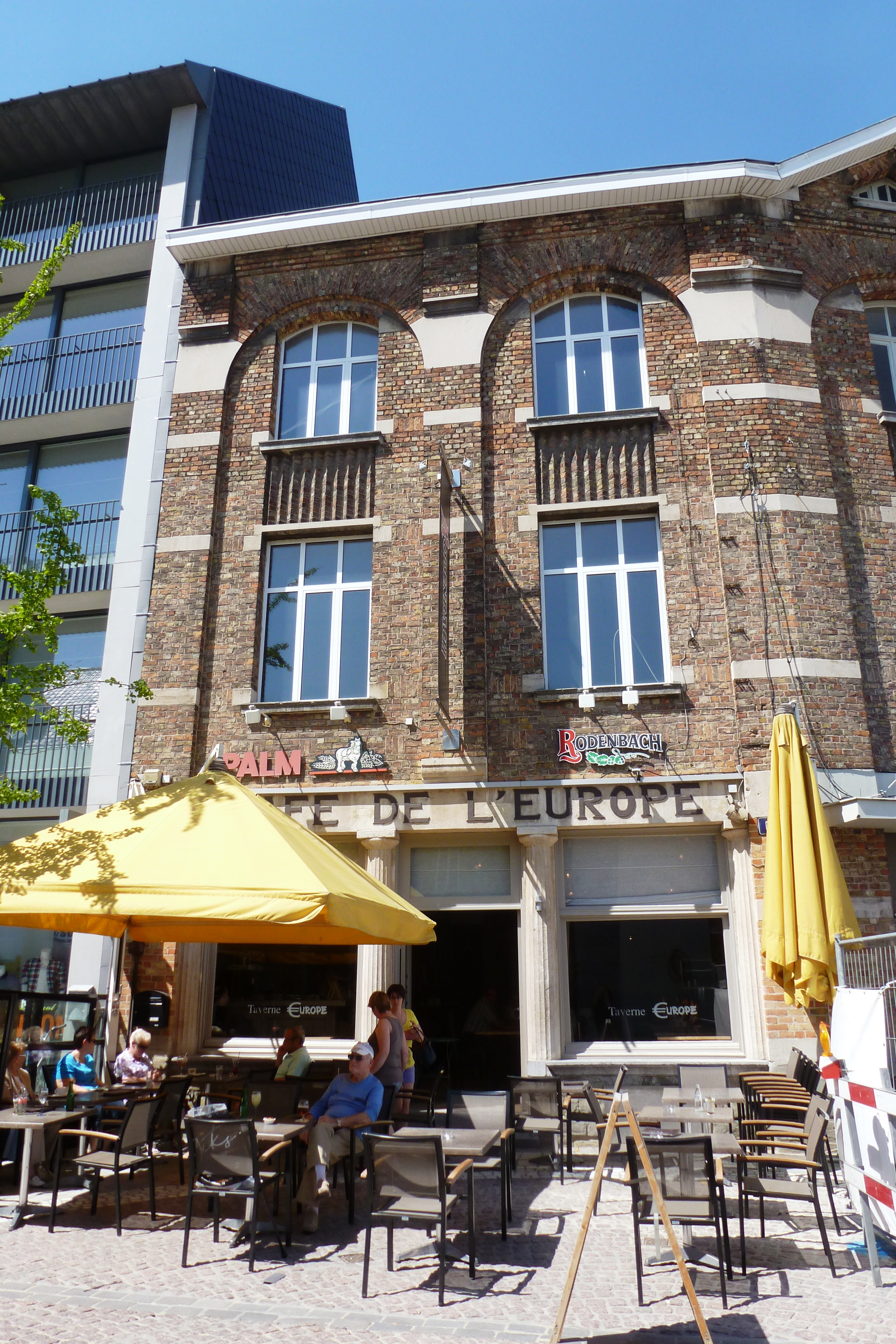
Das Café L'Europe, das Ollivier in seiner Heimatstadt Roeselare eröffnet hatte, existiert noch heute.

Valère Ollivier (* 21. September 1921 in Roeselare; † 10. Februar 1958 ebenda) war ein belgischer Radrennfahrer.
1942 wurde Valère Ollivier Belgischer Junioren-Meister im Straßenrennen. 1945 wurde er Profi und gewann noch im selben Jahr das Rennen Kuurne–Brüssel–Kuurne. 1948 siegte er bei Gent–Wevelgem, im Jahr darauf wurde er Belgischer Meister im Straßenrennen und Zweiter der Flandern-Rundfahrt. 1950 gewann er Kuurne-Brüssel-Kuurne ein zweites Mal und belegte bei der Belgien-Rundfahrt den zweiten Platz. 1953 wurde er Dritter bei Mailand–Sanremo.
1950 nahm Ollivier an den UCI-Straßen-Weltmeisterschaften teil und wurde Elfter. Zudem wurde er 1951 Europameister im Zweier-Mannschaftsfahren gemeinsam mit Albert Sercu. Er startete bei 14 Sechstagerennen, 1949 und 1951 wurde er in Brüssel jeweils Dritter, einmal mit Nest Thyssen und einmal mit Gerard Buyl. Zusammen mit Buyl wurde er beim Sechstagerennen von Gent 1952 Zweiter. 1955 startete er bei der Marokko-Rundfahrt, gewann die erste Etappe, erlitt aber bei einem Sturz einen Oberschenkelbruch, von dem er sich nur langsam erholte. Schließlich beendete Ollivier seine aktive Karriere.
In seinem Heimatort Roeselare eröffnete Ollivier noch während seiner aktiven Laufbahn das Café „L’Europe“, später betrieb er einen Baustoffhandel sowie einen Taxibetrieb. Schon 1945 wurde in Roeselare ein Rennen mit seinem Namen ins Leben gerufen, dessen erste Austragung Albert Sercu gewann. 1951 gewann Ollivier selbst dieses Rennen, das bis 1971 ausgetragen wurde. In Roeselare ist auch eine Straße nach ihm benannt.
Valère Ollivier starb im Alter von 36 Jahren an einem Riss in der Herzaorta. Als Grund dafür wurde Dopingmissbrauch vermutet, für den Ollivier bekannt war.